# Swolnpes
Swolnpes es un género de arañas migalomorfas de la familia Nemesiidae. Se encuentra en Australia.

## Lista de especies
Según The World Spider Catalog 14.0:
- Swolnpes darwini Main & Framenau, 2009
- Swolnpes morganensis Main & Framenau, 2009